# Combes喹啉合成
Combes喹啉合成（Combes quinoline synthesis）
伯芳胺与β-二酮在酸催化下缩合为亚胺，然后关环，生成喹啉的衍生物。